# Klubowy Puchar Europy w szachach (1983/1984)
1983/1984 – czwarty sezon Klubowego Pucharu Europy w szachach. Zwyciężył radziecki Trud.

## Uczestnicy
W nawiasie podano średni ranking Elo. Źródło: OlimpBase

- Rugby Chess Club (2218)
- Austria Wiedeń (2278)
- K Gentse SRL (2218)
- Sławia Sofia (2460)
- Nordre SK (2254)
- Suomalainen SK (2243)
- CE Strasbourg (2379)
- Vulcà Barcelona (2369)
- SO Kalitea (2282)
- Volmac Rotterdam (2513)
- Beer Sheva Chess Club (2398)
- Crvena zvezda (2474)
- Partizan Belgrad (2433)
- Oslo SS (2386)
- Sporting CP (2268)
- SG Porz (2461)
- Solinger SG 1868 (2466)
- Universitatea Bukareszt (2364)
- Castlemilk Chess Club (2200)
- SG Allschwil (2302)
- SK Rockaden Stockholm (2317)
- Pontypool Chess Club (2202)
- Budapesti Honvéd SE (2392)
- Budapesti Spartacus SC (2472)
- MTK-VM Budapest (2457)
- SS Milanese (2253)
- Buriewiestnik (2507)
- Trud (2540)

## Rozgrywki

### Pierwsza runda
Źródło: OlimpBase
| Data                        | Miejsce   | Drużyna 1               | Drużyna 2              | Wynik  |
| --------------------------- | --------- | ----------------------- | ---------------------- | ------ |
| 12–15 października 1983     | Ateny     | SO Kalitea              | Budapesti Spartacus SC | 2½:9½  |
| 20–21 października 1983     | Moskwa    | Buriewiestnik           | Rugby Chess Club       | 10½:1½ |
| 1 października 1983 (start) |           | Castlemilk Chess Club   | Partizan Belgrad       | 5½:6½  |
| 6 października 1983 (start) |           | Sławia Sofia            | Austria Wiedeń         | 7½:4½  |
|                             |           | Solinger SG 1868        | Nordre SK              | 9:3    |
|                             |           | Sporting CP             | SK Rockaden Stockholm  | 3:9    |
| 24–25 września 1983         | Budapeszt | MTK-VM Budapest         | Beer Sheva Chess Club  | 7:5    |
|                             |           | Pontypool Chess Club    | SG Allschwil           | 1½:10½ |
| 25–26 września 1983         | Belgrad   | Crvena zvezda           | Suomalainen SK         | 9½:2½  |
| 25 września 1983 (start)    |           | Universitatea Bukareszt | K Gentse SRL           | 8½:3½  |
| 1983                        | Strasburg | CE Strasbourg           | SG Porz                | 3:9    |
| 25–27 września 1983         | Budapeszt | Budapesti Honvéd SE     | SS Milanese            | 6:6    |

### Druga runda
Źródło: OlimpBase
| Data                | Miejsce   | Drużyna 1               | Drużyna 2        | Wynik |
| ------------------- | --------- | ----------------------- | ---------------- | ----- |
| 17–18 grudnia 1983  | Budapeszt | Budapesti Honvéd SE     | Trud             | 4:8   |
|                     |           | SK Rockaden Stockholm   | Buriewiestnik    | 3:9   |
| 7–9 stycznia 1984   | Belgrad   | Partizan Belgrad        | Volmac Rotterdam | 6:6   |
| 4–6 stycznia 1984   | Kolonia   | SG Porz                 | MTK-VM Budapest  | 7½:4½ |
| grudzień 1983       |           | SG Allschwil            | Vulcà Barcelona  | 5:7   |
| 14–15 stycznia 1984 | Sofia     | Sławia Sofia            | Solinger SG 1868 | 5:7   |
| 18–20 stycznia 1984 | Budapeszt | Budapesti Spartacus SC  | Crvena zvezda    | 6:6   |
|                     |           | Universitatea Bukareszt | Oslo SS          | 5½:6½ |

### Ćwierćfinały
Źródło: OlimpBase
| Data             | Miejsce   | Drużyna 1        | Drużyna 2              | Wynik |
| ---------------- | --------- | ---------------- | ---------------------- | ----- |
|                  |           | Solinger SG 1868 | Buriewiestnik          | 5½:6½ |
|                  |           | Trud             | Budapesti Spartacus SC | 7:5   |
|                  |           | Volmac Rotterdam | SG Porz                | 8:4   |
| 24–25 marca 1984 | Barcelona | Vulcà Barcelona  | Oslo SS                | 7½:4½ |

### Półfinały
Źródło: OlimpBase
| Data             | Miejsce   | Drużyna 1       | Drużyna 2        | Wynik  |
| ---------------- | --------- | --------------- | ---------------- | ------ |
|                  |           | Buriewiestnik   | Volmac Rotterdam | w/o +- |
| 24–26 lipca 1984 | Barcelona | Vulcà Barcelona | Trud             | 3:9    |

### Finał
Źródło: OlimpBase
| Data | Miejsce | Drużyna 1 | Drużyna 2     | Wynik |
| ---- | ------- | --------- | ------------- | ----- |
|      |         | Trud      | Buriewiestnik | 8:4   |

Pierwsza runda
Buriewiestnik – Trud 2:4
1. Lew Psachis – Ołeksandr Bielawski 0:1
2. Jurij Bałaszow – Ołeh Romanyszyn 1:0
3. Aleksander Czernin – Josif Dorfman ½:½
4. Wiaczesław Ejnhorn – Adrian Michalczyszyn ½:½
5. Walerij Sałow – Andriej Sokołow 0:1
6. Piotr Korzubow – Witalij Cieszkowski 0:1

Druga runda
Trud – Buriewiestnik 4:2
1. Ołeksandr Bielawski – Lew Psachis 1:0
2. Ołeh Romanyszyn – Jurij Bałaszow 1:0
3. Josif Dorfman – Tamaz Giorgadze 1:0
4. Adrian Michalczyszyn – Aleksandr Koczijew ½:½
5. Andriej Sokołow – Aleksander Czernin ½:½
6. Leonid Judasin – Wiaczesław Ejnhorn 0:1